# عزیزآباد (بیله‌سوار)
عزیزآباد یک روستا در ایران است که در استان اردبیل واقع شده‌است. عزیزآباد ۱۶۸ نفر جمعیت دارد.